# Urfahr-Umgebung
Het politieke district Bezirk Urfahr-Umgebung ligt in het noorden van de Oostenrijkse deelstaat Opper-Oostenrijk, in het uiterste noorden van Oostenrijk. Het district ligt ten noorden van de stad Linz en grenst in het noorden aan Tsjechië. Urfahr-Umgebung heeft ongeveer 78.000 inwoners. Het bestaat uit een aantal gemeenten.

## Gemeenten
1. Alberndorf in der Riedmark (3594)
2. Altenberg bei Linz (4087)
3. Bad Leonfelden (3850)
4. Eidenberg (1813)
5. Engerwitzdorf (7533)
6. Feldkirchen an der Donau (5066)
7. Gallneukirchen (5935)
8. Goldwörth (870)
9. Gramastetten (4540)
10. Haibach im Mühlkreis (783)
11. Hellmonsödt (2087)
12. Herzogsdorf (2362)
13. Kirchschlag bei Linz (1906)
14. Lichtenberg (2399)
15. Oberneukirchen (3009)
16. Ottenschlag im Mühlkreis (479)
17. Ottensheim (4317)
18. Puchenau (4696)
19. Reichenau im Mühlkreis (1162)
20. Reichenthal (1386)
21. Schenkenfelden (1507)
22. Sonnberg im Mühlkreis (795)
23. Sankt Gotthard im Mühlkreis (1301)
24. Steyregg (4769)
25. Vorderweißenbach (2125)
26. Walding (3768)
27. Zwettl an der Rodl (1783)